# 15 cm Schiffskanone C/28 in Mörserlafette
Le 15 cm Schiffskanone C/28 in Mörserlafette (SK C/28 in Mrs Laf) est un canon de campagne lourd allemand utilisé pendant la Seconde Guerre mondiale. La production de système hydropneumatique conventionnel pour les 21-cm Mörser 18 et les 17-cm Kanone 18 in Mörserlafette a excédé les canons disponibles en 1941 ; à la suite de cela, huit de canons de défense côtière SK C/28 de 15 cm ont été adaptés sur chariot, afin d'en faire une plateforme de tir très stable et précise. Ils furent dès lors renommés 15 cm Schiffskanone C/28.  
Pour l'opération Barbarossa, ceux-ci ont équipé l'Artillerie-Abteilung 625. La plupart des canons ont ensuite été remplacés par d'autres de calibre 17 cm. Cependant, pour l'opération Fall Blau, une batterie du Bataillon d'artillerie (Artillerie-Abteilung) 767 en était encore équipée. Cette même batterie les a conservés jusqu'au début de la bataille de Koursk en juillet 1943. 

## Obus
Le 15 cm SK C/28 in Mrs Laf n'a pas pu être converti pour utiliser les munitions standard de la Heer de 15 cm et a dû utiliser des munitions navales. Ceux-ci comprenaient le 15 cm Sprgr L/4.6 KZ m. Hb., le 15cm Sprgr L/4.5 BdZ m. Hb. et le 15 cm Pzgr L/3.8 m. Hb. Le premier était un obus HE de 45,5 kg (100 lb) à nez fusé avec un capuchon balistique. Le deuxième était un obus HE de 44,8 kg (99 lb) à base fusée, également avec un capuchon balistique. Le dernier nommé était un obus perforant standard de 45,3 kilogrammes (100 lb). Le poids de la charge de propulsion avec la douille est de 14 kg, logé dans un étui à cartouche en laiton à chargement séparé. 